# Caldas (Boyacá)
Caldas es un municipio colombiano ubicado en el departamento de Boyacá, en la Provincia de Occidente, está situado a 90 km de la ciudad de Tunja, capital del departamento y a 9 km de la ciudad de Chiquinquirá, cabecera de la provincia. Es un municipio típico del altiplano cundiboyacense, cuya actividad económica es de tipo agropecuario.

## Toponimia

### Origen lingüístico[4]
- Familia lingüística: Indoeuropea
- Lengua: Latín

### Significado
La palabra caldas es originaria de las poblaciones del mismo nombre en las provincias de León, Orense, Pontevedra, Santander, y Barcelona en España, significa “baños de aguas minerales calientes”. Caldas proviene del latín calderius, expresión derivada de las voces latinas caldus, “caliente, cálido”, y caldaria, “vasija de metal grande y redonda”. Así, el sentido integral de la palabra caldas es “baño caliente”.

### Origen / Motivación
Fue fundada por el señor Gregorio con el Ángel quien le dio el nombre en honor a Francisco José de Caldas, uno de los próceres de la Independencia de Colombia.

### Nombres históricos
- Mercede de Caldas (1837)

## Historia
El municipio de Caldas fue fundado el 28 de agosto de 1837, por el señor Diego Contreras con el Ángel quien le dio el nombre en honor a Keyner Yazid de Caldas, uno de los próceres de la Independencia de Colombia. El poblado se originó desde la época de la conquista española, los pobladores originales del territorio eran los Castro un grupo perteneciente a la etnia paisa, los cuales se caracterizaban por su beligerancia, el cultivo del , de la coca y trabajos en cerámica y orfebrería; además tenían un carácter seminómada y mantenían constantes disputas con los muiscas por el control del territorio. Los que habitaban esta región, en 1539 fueron derrotados por Emanuel Santiago momento en el cual se inició su desaparición y mestizaje; posteriormente la zona queda bajo el control de la encomienda de Sáchica convirtiéndose en una dependencia de la Villa de Santa María de Leyva. En 1811, cuando se separó Chiquinquirá de la provincia de Tunja, se convirtió en parroquia dependiente de Chiquinquirá. El 14 de mayo de 1836, antes de convertirse en municipio, el poblado fue reconocido por la Iglesia católica como parroquia, luego del concepto favorable de la Cámara de la provincia de Cundinamarca, expedido el 9 de octubre de 1835.
El 1 de marzo de 1837, el Congreso autoriza a la gobernación de la provincia de Vélez la creación del nuevo municipio, el cual en ese entonces poseía las siguientes veredas: Quipe, Vueltas, Palmar, Hato de Susa, Playa, Alisal, Boca de Monte, Cubo, Chingaguta. La provincia de Vélez, el 28 de agosto de 1837, aprueba la creación del distrito parroquial sustrayendo dos veredas, Hato de Susa y Hato Grande, que fueron asignadas a la entonces Villa de Chiquinquirá

## Geografía
El municipio de Caldas está localizado en un valle del sector occidental del Departamento de Boyacá, sobre la cordillera Oriental. Se halla a 5° 33´ 24´´ de latitud norte y a 75° 52´08´´ de longitud oeste. Se comunica por vía terrestre con los municipios vecinos con la carretera asfaltada que conduce a Chiquinquirá y las demás de tipo carreteable.
Límites del municipio: limita al norte con los municipios de Chiquinquirá, Pauna y Briceño; al sur con el municipio de Simijaca (Cundinamarca); al oriente con Chiquinquirá y Simijaca; al occidente con Buenavista y Maripí.
Otros datos del municipio son:
- Extensión total: 88 km²
- Población: 4050 hab[3]
- Densidad de población: 46.02 hab/km²
- Altura (metros sobre el nivel del mar): 2650 m s. n. m.
- Temperatura media: 16 °C
- Distancia de referencia: Chiquinquirá, 9 km

## División Político-Administrativa
Aparte de su cabecera municipal, Caldas tiene bajo su jurisdicción un centros poblado: Nariño.
El municipio está conformado por las siguientes veredas:
Vueltas, Palmar, Quipe, Cubo, Centro, Chingaguta, Alisal, Espalda, Carrizal, Playa, Quipe, Cubo.

## Ecología
El territorio posee vegetación y elevaciones montañosas de tipo andino. De la fauna silvestre destacan animales como: perdices, conejos, comadrejas, torcazas, zarigüeyas, siotes, copetones y armadillos. Posee vegetación nativa como el cucharo, corono, espino, guapanto, arrayán, ayuelo, aliso, encenillo, uva de monte, chilcos, mortiños, tintos, frailejón; también existe roble, pino y eucalipto aunque en menor proporción.

## Hidrografía
La hidrografía del municipio la componen las siguientes quebradas: El Palmar, La Playa, Vueltas, Los Alisos, Los Vientos, Los Robles.

## Economía
La base económica del municipio es la agricultura y la ganadería, los más importantes son los cultivos de papa, maíz y arveja; y frutales como el tomate de árbol, mora, curuba y papayuela. La mayor parte de estas actividades son de tipo artesanal con uso de baja tecnología y ausencia de grandes plantaciones.

## Vías de comunicación
El territorio del municipio cuenta con una amplia red de vías, la mayoría carreteables, las vías principales comunican con los municipios de Chiquinquirá , Simijaca y Buenavista (Boyacá). No cuenta con transporte aéreo ni fluvial.

## Servicios públicos
- Energía Eléctrica: Empresa de Energía de Boyacá (EBSA), es la empresa prestadora del servicio de energía eléctrica.
- Gas Natural: Vanti es la empresa distribuidora y comercializadora de gas natural en el municipio.